# 가라쿠와정
가라쿠와정(志津川町)은 일본 미야기현 모토요시군 북동부에 존재했던 정이다.2006년 3월 31일, 게센누마시와의 신설 합병에 의해, 새로운 게센누마시가 되어, 구 정역의 주소에 그 이름을 남긴다. 태평양에 접하고, 산리쿠해안의 중간쯤에 복잡한 해안선이 풍부한 가라쿠와반도상에 있어 어업을 주된 산업으로 한다. 이와테현 리쿠젠타카타시와의 현 경계 마을이기도 했다.

## 지리
마을 중심부는 태평양으로 돌출된 바위 반도의 기슭에 위치해 있었으며, 이 지역은 남북으로 뻗어 있는 산들의 작은 연장선이었다. 대부분의 암석은 화강암이지만 대리석도 있다. 이 단단한 바위산들은 이 땅에 날카로운 언덕과 계곡이 풍부하고, 작은 만이 많다. 일부 농경지가 있지만 언덕은 넓은 들판을 불가능하게 만든다.
일본의 많은 지역처럼 카라쿠와도 지진이 일어나기 쉽다. 홋카이도 서부 앞바다에서 남쪽 오시카 반도 앞바다까지 바다 중심을 중심으로 한 대형 지진이 이 지역에서 감지됐다. 쓰나미 또한 위험할 수 있다; 최근에, 큰 파도가 1896년 지역 지진과 1960년 칠레 지진 후에 이 지역을 강타했다.
구시가지에서 남동쪽까지의 반도 지역은 길이가 약 3km, 너비가 약 1km이다. 정은 해안선을 따라 4km 더 뻗어 고하라기 지역을 포함했고, 오시마 섬과 마주보는 해안을 따라 1km 더 뻗어 있었다. 반도를 따라 작은 물줄기가 몇 개 있는데, 가장 큰 물줄기는 내륙으로 2km 뻗어 사사나가네야마 쪽으로 뻗어 있다.

## 역사
서기 700년경에 에미시가 황실에서 지역 수산물을 선보였다는 기록이 있는데, 이는 이 지역으로의 이민을 부추겼을 수도 있다. 이 지역은 나라 시대에도 미나모토 씨의 강력한 영향으로 평화로웠다. 그러나 헤이안 시대에 미나모토족은 헤이지 반란에서 다이라노 기요모리에게 패배하였다. 가사이 씨는 이 지역을 상속받았으나 아즈치모모야마 시대 말기에 후계자가 없었다. 1600년 세키가하라 전투 이후 다테 마사무네의 영토가 되었다.
메이지 유신 때 다테 씨로부터 빼앗겨 1868년 모토요시 군의 일부가 되었고 1876년 4월 18일 미야기 현에 편입되었다.
1889년에 이 지역의 두 마을인 가라쿠와와 고하라기가 합쳐져 카라쿠와라는 큰 마을이 되었고 1955년에 정으로 편입되었다.
2004년과 2005년에 모토요시 시, 게센누마 시와 합병하여 더 큰 도시를 만드는 것에 대한 논의가 있었다. 모토요시는 회담에서 탈퇴했지만, 게센누마와의 합병이 이루어졌다. 2006년 3월 31일에 가라쿠와 정은 폐지되었다.
- 1889년 4월 1일 - 정촌제 시행에 따라 2촌이 합병해 모토요시군 가라쿠와 촌이 성립하였고, 이후 117년간 단 한 차례도 합병을 경험하지 않았다.
- 1955년 2월 11일 - 정으로 승격하였다.
- 2006년 3월 31일 - 게센누마시와 합병해 새로운 게센누마시가 되었다.

## 경제
지역 경제는 사과 과수원 몇 개를 포함한 혼합 농업을 하고 있지만, 농경지보다 작은 항구를 선호하는 암석 화강암과 대리석 해안선 때문에 상업적인 원양 어업에 초점을 맞추고 있다. 어획량을 처리하는 상업 활동도 있고, 해안선의 울퉁불퉁한 아름다움은 상당한 관광을 장려한다.

## 교통

### 철도
동네에 철도는 없다. 오후나토선이 가라쿠와반도의 서쪽을 달리고, 게센누마시에 위치하는 가오리 가라쿠와역과 리쿠젠타카타시의 리쿠젠타카타역이 가장 가까운 역이다.

### 도로
- -     - 국도 45호선